# BUF Compagnie

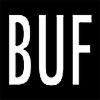
Firmen-Logo

BUF Compagnie ist ein französisch/US-amerikanisches Visual-Effects-Unternehmen mit Hauptsitzen in Paris und Kalifornien.
BUF wurde 1984 in Frankreich gegründet und ist spezialisiert in Computer Generated Imagery für Werbung, Musikvideos, Film und Grafikdesign. Inzwischen beschäftigt BUF über 200 Mitarbeiter und wächst weiter, somit wurde die Grenze zum großen VFX-Unternehmen erreicht. Mittlerweile ist BUF eines der größten und erfolgreichsten Unternehmen seiner Klasse in Europa und auch weltweit.
BUF war unter anderem für die Effekte der Matrix-Trilogie und bei den Filmen Harry Potter und der Feuerkelch, Fight Club sowie Silent Hill verantwortlich und entwickelte den 3-D-Animationsfilm „Arthur und die Minimoys“.